# Bardi-Altar
Der Bardi-Altar entstand zwischen 1484 und 1485 für die Kapelle der Familie Bardi in der Florentiner Kirche Santo Spirito. Für das Tafelbild mit der thronenden Maria mit Kind zwischen Johannes dem Täufer und Johannes dem Evangelisten war der italienische Maler Sandro Botticelli verantwortlich; die heute verlorene Rahmung des Altarretabels schuf die Werkstatt des Architekten und Holzschnitzers Giuliano da Sangallo. Auf der Altarvorderseite in der Kapelle ist noch immer der mit der Halbfigur Johannes des Täufers in einem Achtpass bemalte Paliotto angebracht. Das Gemälde Botticellis befindet sich heute in der Gemäldegalerie in Berlin.

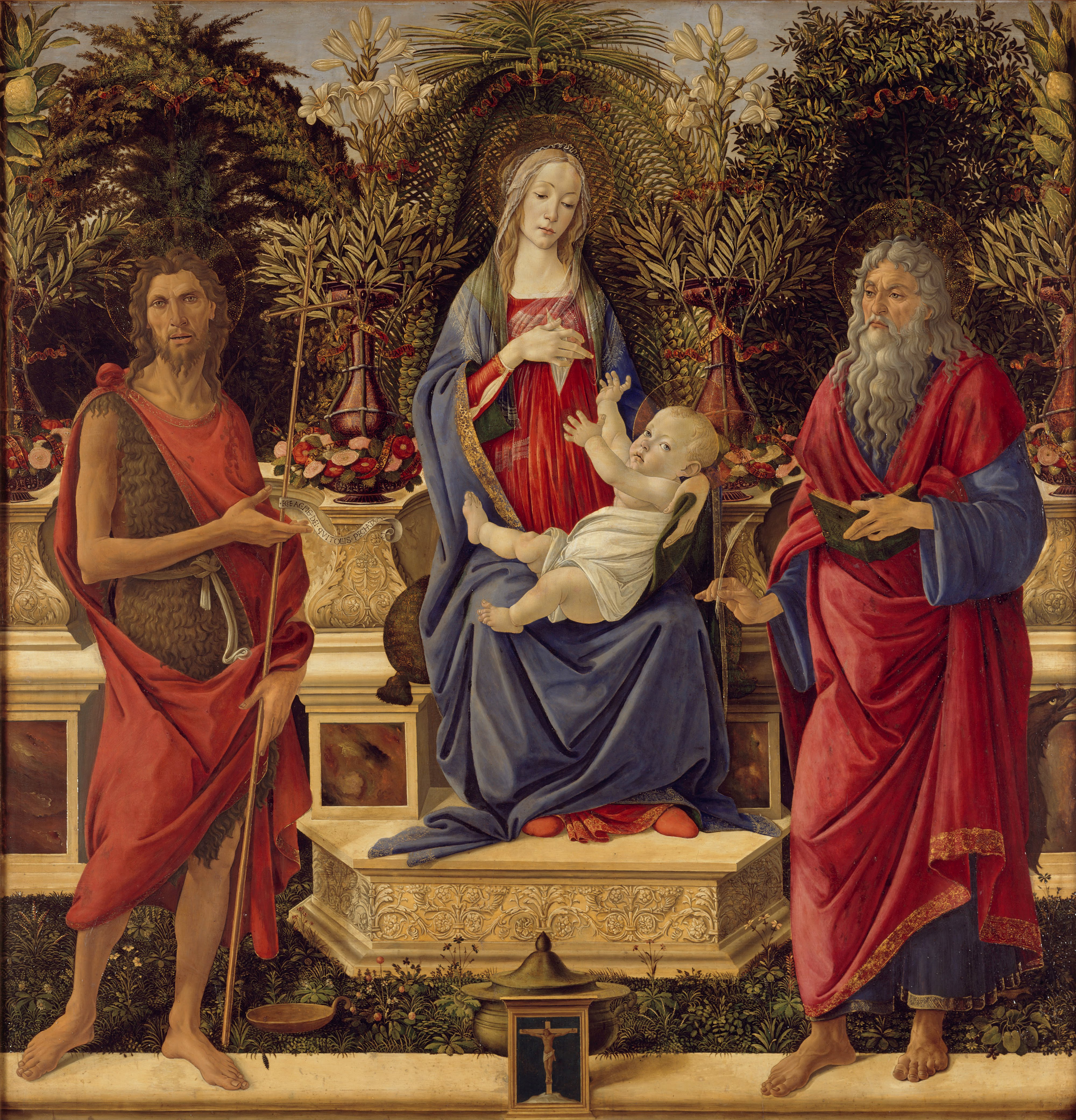
Thronende Maria mit dem Kind und den beiden Johannes
Sandro Botticelli, 1484/1485
Tempera auf Pappelholz
185 × 180 cm
Gemäldegalerie Berlin

## Material, Technik und Erhaltung
Bei dem Gemälde handelt es sich um eine grundierte und mit Tempera-Farben bemalte Tafel aus verleimten Pappelholz-Brettern. Bei genauer Betrachtung ist erkennbar, dass Botticelli auch Gold-Farbe zur Akzentuierung und Lichtsetzung eingesetzt hat, z. B. auf den Blättern und Palmenzweigen. Für die Gewänder der Maria und Johannes, den Evangelisten verwendete Botticelli das kostbare Blaupigment Ultramarin.
Das Gemälde ist, wie bereits Wilhelm von Bode kurz nach dem Ankauf feststellte, in einem guten Erhaltungszustand und weist keine größeren Fehlstellen auf. Kleine Retuschen sind vor allem an den Gewändern erkennbar. Die Inschriften auf den Bändern an den Pflanzen und Vasen nicht mehr vollständig lesbar.
Der Rahmen wurde im 17. Jahrhundert entfernt; seinen Platz nimmt heute eine vereinfachte moderne Rekonstruktion eines Pilaster-Gebälk-Rahmens ein, wie ihn die erhaltenen zeitgenössischen Altäre in Santo Spirito noch besitzen.

## Beschreibung
Auf dem annähernd quadratischen Altarbild sind die auf einer kunstvoll verzierten Steinbank aus mehrfarbigem Marmor thronende Maria mit dem Jesuskind zwischen den Heiligen Johannes dem Täufer und Johannes dem Evangelisten in einem üppigen Garten mit zahlreichen Pflanzen- und Blumenarten dargestellt.

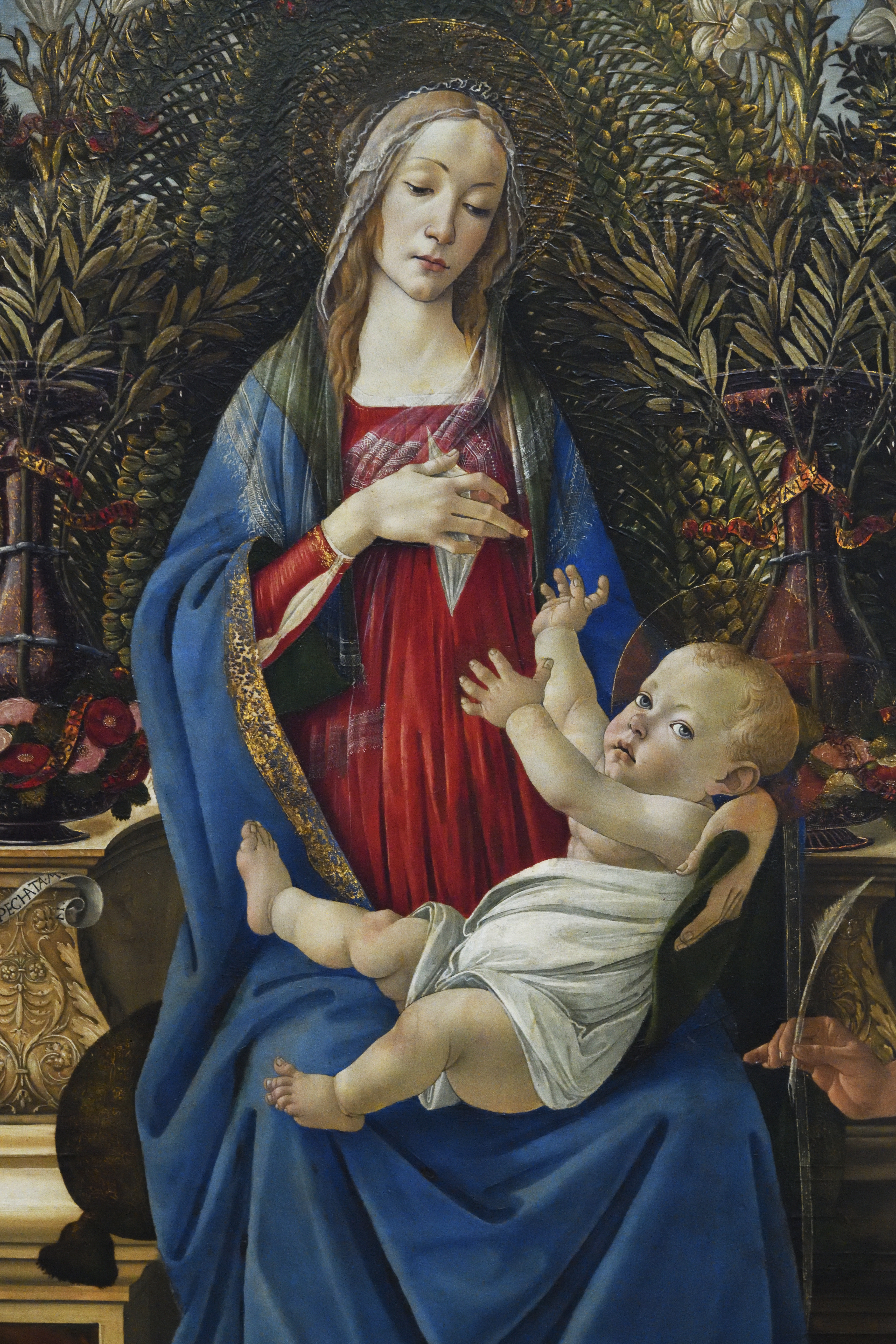
Detailausschnitt: Maria mit Kind

### Maria mit Kind
Das Jesuskind im Zentrum des Bildes ist nackt und in ein weißes Leinentuch gewickelt. Die thronende Maria öffnet ihr Kleid, um ihrem Sohn die Brust zu geben. Sie trägt ein rotes, bodenlanges Kleid mit einem blauen Mantel darüber, der mit goldenen Elementen verziert ist, sowie tiefrotes Schuhwerk, das mit den Spitzen leicht unter dem blauen Gewand hervorschaut. Ihre Füße liegen auf dem vorspringenden Sockel des Throns ab. Das Rot ihres Kleides wandelt sich von einem tiefen Rosa zu einem Kupferrot sowie einem Purpur hin ab. Ihr Blick wandert hinunter zu ihrem Sohn, während das Jesuskind direkt in Richtung des Betrachters schaut. Beide Personen werden mit einem Nimbus dargestellt: Das Kind weist einen Kreuznimbus auf, die Mutter einen leicht transparenten Goldreifen-Nimbus. Das goldblonde Haar der Maria setzt eine zusätzlich erhellende Note in dem Bild. Ein goldenes Kreuz oberhalb des Kopfes von Maria setzt einen weiteren Akzent und hält das Palmengeflecht hinter ihr zusammen.

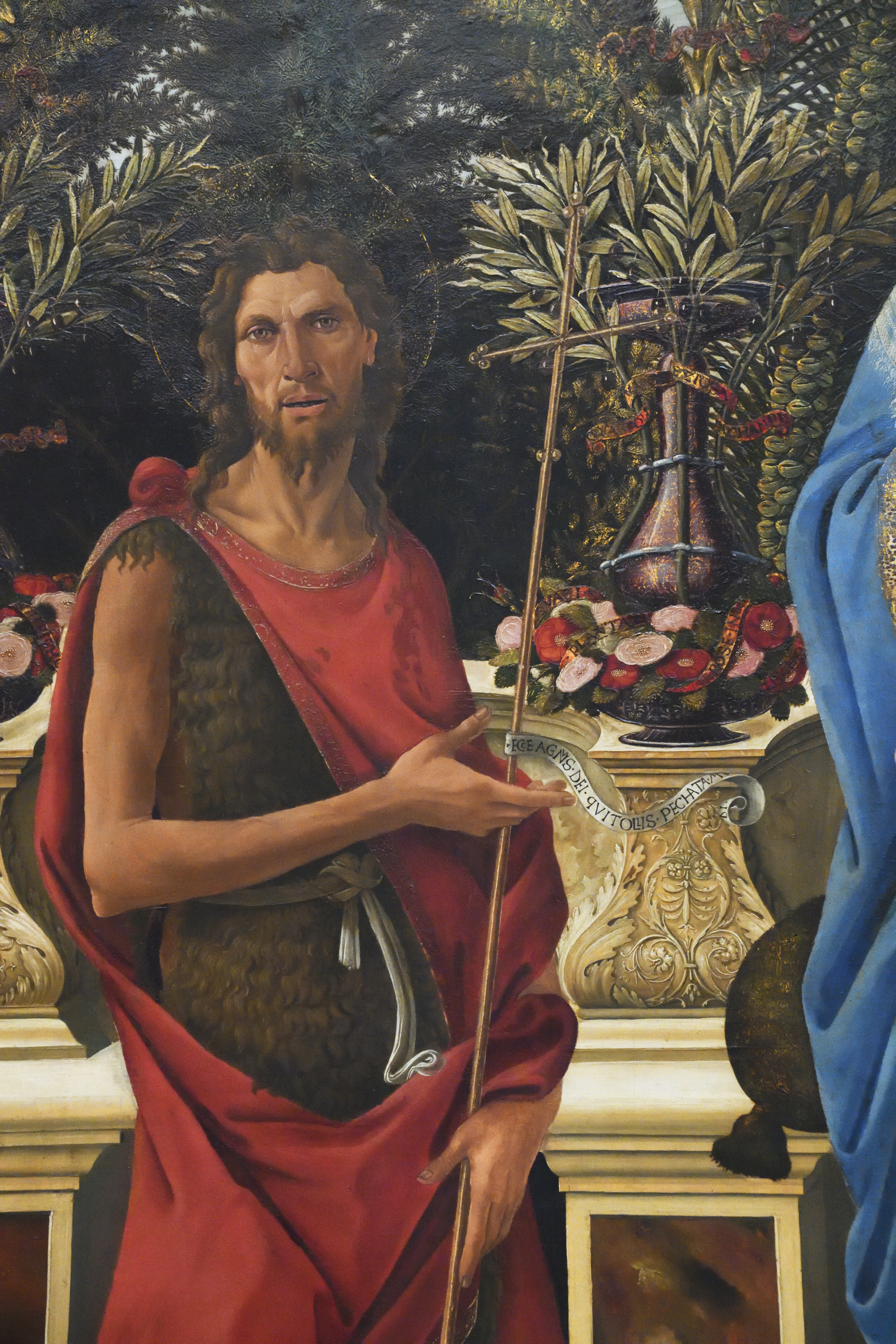
Detailausschnitt: Johannes der Täufer

### Die beiden Johannes
Den Thron Marias rahmen links Johannes der Täufer und rechts Johannes der Evangelist. Johannes der Täufer hält einen Kreuzstab in seiner linken Hand mit einer flatternden Schriftrolle, während seine Rechte auf das Jesuskind zeigt. Sein Blick richtet sich an die Betrachtenden. Vor ihm steht eine Schale als weiteres Attribut des Täufers. Der Heilige trägt ein gegürtetes Fellgewand und einen roten, über der rechten Schulter geknoteten Mantel. Johannes der Evangelist trägt ein Gewand mit langen Ärmeln und einen roten Mantel. Beides ist mit goldenen Elementen verziert. Er hält einen Federkiel in seiner rechten Hand und in seiner linken ein geöffnetes Buch. Zum Schreiben hält er zwischen Daumen und Zeigefinger ein kleines Tintenfass. Er wird in diesem Bild als älterer Mann mit langem, weißem Bart dargestellt. Sein Blick wandert vorbei an den anderen Personen in die Ferne. Hinter seinen Füßen sieht man einen Adler, das Symboltier des Heiligen. Seine Beine befinden sich im Gegensatz zu der Schritt-Stellung von Johannes dem Täufer in einer Kontrapost-Stellung. Beide stehen auf einer sandfarbenen Steinplatte.
Alle im Bild dargestellten Personen befinden sich in einer ruhigen beziehungsweise starren Körperhaltung, die ähnlich wie die einer Statue wirkt, und in einer einfachen und nach vorne gewandten Nebeneinanderstellung. Insgesamt beherrscht das Bild eine ernste Stimmung.

### Vegetation
Auffallend im Bildprogramm ist neben dem Personal auch die reiche Vegetation. Die hoch gewachsenen Pflanzen im Hintergrund, hinter Maria und den beiden Johannes, bilden drei in sich geflochtene Laub-Nischen aus Palmblättern, Zypressen- und Olivenzweigen, die Bezug nehmen auf die Heiligengestalten, hinter denen sie verortet sind. Die Lauben in ihrem satten, tiefen Grün erheben sich hinter den Marmorschranken als Hintergrund der drei dargestellten Gestalten. In der Mitte des Vordergrunds befindet sich auf dem Boden ein kleines Tafelbild mit der Darstellung des Gekreuzigten vor einem kupferfarbenen Gefäß. Neben der Madonna befinden sich weiße Lilien, die sich farblich und leuchtend von dem blassen blauen Himmel, der zwischen den Laubnischen hervorscheint, absetzen. Die gelblichen Zitronen, die sich in den obersten Ecken der Nischen befinden, erhellen das Bild hier und da an den seitlichen Bildrändern. Giorgio Vasari betonte 1550 die sorgfältige Ausführung des Gemäldes und hob besonders die Olivenbäume und Palmen hervor, die auf dem Bild zu sehen sind. Unter anderem lassen sich Olivenbäume, Palmen, Lilien, Lorbeeren und Myrte im Bildprogramm identifizieren. 
„Neben der höchst originellen Erfindung ist von besonderem Reiz die liebevolle Durchbildung aller Stoffe, der Ornamente und Gefäße, vor allem der Sträucher und Blumen, als deren begeisterter Freund sich der Künstler hier in hervorragender Weise bekundet.“

## Ikonografie
Dieses Kunstwerk weist eine komplexe Ikonographie auf, die in zahlreichen kunstwissenschaftlichen Publikationen untersucht wurde.
Vom Bildtypus handelt es sich um eine so genannte Sacra Conversazione, einer heiligen Unterhaltung oder geistigem Gespräch, bei der üblicherweise die thronende Maria mit dem Jesuskind von zwei oder mehr stehenden oder knienden Heiligen begleitet wird. Die Gottesmutter ist hier zudem als Maria lactans, als stillende Maria, dargestellt.
Bei Johannes dem Täufer handelt es sich um den Patron der Stadt Florenz; einer der beiden Johannes muss der Namenspatron des Stifters Giovanni (=Johannes) de’ Bardi sein. Die Darstellung der beiden Heiligen ist Teil einer alten ikonographischen Bildtradition. Laut Gregor Martin Lechner werden beide oft gemeinsam gezeigt, weil sie eine „typologische Gegenüberstellung von Altem und Neuem Testament“ erlauben, „wobei Johannes der Täufer die erste Ankunft Christi in der Menschwerdung kundtut, während der Apostel mit seiner Apokalypse an die eschatologische Ankunft am Zeitenende verweist“. Zudem falle der Tag der Enthauptung des Täufers mit dem Tag der Geburt des Evangelisten zusammen.
Die Schriftrolle von Johannes dem Täufer weist auf das Lamm Gottes hin, er zeigt mit der rechten Hand auf das Jesuskind, das in dieser Szenerie für den menschgewordenen Erlöser bzw. das Lamm Gottes steht. Die Worte „Agnus Dei“, die auf der Rolle zu sehen sind und übersetzt „Lamm Gottes“ bedeuten, erinnern außerdem an die Begegnung von ihm und Christus zur Taufe am Jordan (Johannes 1, 29-34) und an den Begleitgesang der Gemeinde zur Brotbrechung während einer heiligen Messe. Die Darstellung von Johannes dem Evangelisten verweist darauf, dass er gerade beim Verfassen der „Geheimen Offenbarung Gottes“ (Apokalypse) einen Moment verweilt und nachdenklich in die Ferne schaut. Die Stellungen der Beine von beiden Johannes repräsentieren die beiden Testamente sowie den Anfang und das Ende der Heilsgeschichte.
Das Bild lässt sich in drei thematische Bereiche einteilen: Der vorderste Bereich ist den beiden Johannes gewidmet, die das Heilige repräsentieren. Unterbrochen wird dieser Bereich durch das kleine Tafelbild in der Mitte. Mit der ornamentalen Stufe des Throns von Maria beginnt der mittlere Bereich, der das Heilige vom Göttlichen trennt bzw. es miteinander verbindet. Der Thron, der mit Marmor verkleidet ist und die dahinter gelegenen drei halbrunden Laub-Nischen markieren den gemeinsamen Ehrenraum der Protagonisten. Die Mittelachse des Bildes mit Maria und dem Jesuskind wird oben durch ein kleines goldenes Palmenkreuz als ein Triumphzeichen und unten mit einem Salbgefäß als Symbol für Christus patiens sowie dem kleinen Tafelbild mit einer Kreuzigungsdarstellung eingerahmt. Sie kennzeichnet die sakrale Mitte. Der dritte und letzte Bereich des Bildes liegt hinter der steinernen Thronbank und zeigt drei hochgewachsenen Laub-Nischen hinter Maria und den beiden Johannes und den paradiesischen Garten.

Zwischen den Pflanzen sind zahlreiche Bänder mit Inschriften angebracht. Es gibt insgesamt 15 lateinische Inschriften aus dem alttestamentlichen Buch des Propheten Jesus Sirach, die als Anspielungen auf die Gottesmutter gelesen wurden:
„QUASI PLANTATIO ROSE IN IERICHO – QVASI OLIVA SPEZIOSA IN CAMPIS SICVT LILIVM IN CAMPIS – QVASI CEDRVS EXALTATA SVM IN LIBANO – QVASI PALMA EXALTATA SVM IN CADES – QVASI CVPRESSVM IN MONTE SION – QVASI PLATANVS EXALTATA SVM IVXTA AQVAM IN PLANTES.“ 
Es lassen sich in dem Bildprogramm zahlreiche symbolische Bedeutungen ausmachen. Das Bildmotiv des geschlossenen oder verschlossenen Gartens, auch als hortus consclusus bezeichnet, spielt auch hier in dieser Mariensymbolik eine bedeutende Rolle. Die weißen Lilien, die Teil des üppigen Gartens sind und Maria und ihren Kopf oberhalb der hinter ihr liegenden Pflanzennische umrahmen, sind ein marianisches Attribut der Reinheit und symbolisieren ihre Jungfräulichkeit. Die Myrte ist ein Gewächs, dass in der römischen Mythologie oft mit der Venus in Verbindung gebracht wird. Dass es sich auch hier in Botticellis Werk finden lässt, könnte ein Verweis darauf sein, dass sich Maria als eine neue Venus qualifiziert. Die mystische Vase unterhalb des Marmor-Throns im Zusammenspiel mit den weißen und roten Blumen, die sich zwischen dem Bildpersonal befinden, werden als Symbole der Sündlosigkeit beziehungsweise als Symbol des Blutes gedeutet, das Bezug nimmt auf die Passion Christi und sie vorhersagt. Auch die Palme des Martyriums spielt auf dieses Ereignis an. Die Olivenbäume und Lorbeeren verweisen auf das Geheimnis der Menschwerdung.

## Funktion
Das Tafelbild gehörte zum Altarretabel der Cappella Bardi in Santo Spirito in Florenz. Altar und Retabel befanden sich in einer halbrunden hohen Nische der Bardi-Kapelle unterhalb eines hochgelegenen schmalen Fensters.

## Geschichte und Provenienz
Auftraggeber des Bildes war der Florentiner Bankier Giovanni d’Angelo de’ Bardi (1431–1487/88). Als ein geschäftsführender Partner in der Londoner Niederlassung der Medici-Bank lebte er bis zu seiner Rückkehr nach Florenz 1483 in England. Er zahlte dem Künstler Sandro Botticelli am 3. August 1485 75 Gulden für die Ausführung des Bildes. Von dem Gesamtbetrag waren 2 Gulden für das kostbare Blaupigment bestimmt, 38 für das Gold, das er verwendet hat und weitere 35 Gulden für die eigentliche Ausführung mit dem Pinsel. Am Ende des 16. bzw. im frühen 17. Jahrhundert wurden vier der Altäre an der Stirnwand des Chorarms mit größeren, hochrechteckigen Altarbauten versehen, darunter auch die Bardi-Kapelle. Nachdem Botticellis Werk durch ein neues Altarbild von Jacopo Vignali (1592–1664) ersetzt wurde, verkaufte die Familie Bardi das Bild 1825 an den Maler und Kunsthändler Fedele Acciai, der es 1829 über Carl Friedrich von Rumohr an die Königlichen Museen (heute: Staatliche Museen zu Berlin) in Berlin weiterverkaufte, in deren Besitz es sich neben fünf weiteren Arbeiten von Botticelli seither befindet. Der ursprünglich für das Tafelbild von Giuliano da Sangallo gefertigte Goldrahmen ging bereits im 17. Jahrhundert verloren.